# دوسین
دوسین (به هلندی: Dussen) یک منطقهٔ مسکونی در هلند است که در آلتنا، هلند واقع شده‌است. دوسین ۲٬۰۵۰ نفر جمعیت دارد.